# Marquesat d'Aitona
El marquesat d'Aitona és un títol nobiliari. Fa referència a l'antiga jurisdicció senyorial sobre els llocs d'Aitona, Seròs, Vilaseca i Algorfa. Inicialment una baronia, el títol fou concedit per Pere el Catòlic a la seva filla il·legítima, la Infanta Constança d'Aragó. Pel seu casament amb el senescal Guillem Ramon II de Montcada, passà als Montcada, en mans de qui romangué prop de cinc segles.
El 1523 el Rei Carles I va elevar-lo a comtat. El 1574, Francesc I de Montcada, va comprar a la corona el títol de comte d'Osona.
El 1581 fou elevat a marquesat a favor del fill d'aquest i segon comte, Francesc de Montcada i de Cardona, que fou lloctinent del Principat i de València. La grandesa d'Espanya fou concedida el 1670 per Carles II en la persona de Miquel Francesc de Montcada. Anys més tard, Francesc II de Montcada es casà amb Margarida de Castre i adquirí el títol procedent de la seva dona, la Baronia de Castre.
L'any 2018, amb la successió de la XIV marquesa a través d'una línia femenina, el marquesat passà a la Casa principesca d'origen alemany dels Hohenlohe-Langenburg instal·lats a Madrid.

## Llista

### Baronia
| Baró | Titular                                 | Període      | Relació |
| ---- | --------------------------------------- | ------------ | ------- |
| I    | Constança d'Aragó                       | m.1250       |         |
| II   | Pere Ramon de Montcada i d'Aragó        | 1250-1266/67 | Fill    |
| III  | Pere Ramon de Montcada i d'Abarca       | 1266/67-1300 | Fill    |
| IV   | Ot de Montcada i de Pinós               | 1300-1341    | Fill    |
| V    | Ot de Montcada i de Montcada            | 1341-1354    | Net     |
| VI   | Guillem Ramon de Montcada i de Montcada | 1354-1371    | Germà   |
| VII  | Ot de Montcada i Maça de Liçana         | 1371-1426?   | Fill    |
| VIII | Guillem Ramon de Montcada i de Luna     | 1426?-1455   | Fill    |
| IX   | Llorenç Ramon de Montcada i de Ribelles | 1455-1465    | Fill    |
| X    | Orfresina de Montcada i de Ribelles     | 1465-1483    | Germana |
| XI   | Pere de Montcada i de Vilaragut         | 1483-1510    | Cosí    |
| XII  | Joan de Montcada i de Cardona           | 1510-1523/26 | Fill    |

### Comtat
| Comte | Titular                           | Període   | Relació |
| ----- | --------------------------------- | --------- | ------- |
| I     | Joan de Montcada i de Tolsà       | 1532-1535 | Nebot   |
| II    | Francesc de Montcada i de Cardona | 1535-1581 | Fill    |

### Marquesat
| Marquès | Titular                                                         | Període   | Relació |
| ------- | --------------------------------------------------------------- | --------- | ------- |
| I       | Francesc de Montcada i Folc de Cardona                          | 1581-1594 |         |
| II      | Gastó de Montcada i de Gralla                                   | 1594-1626 | Fill    |
| III     | Francesc de Montcada i de Montcada                              | 1626-1635 | Fill    |
| IV      | Guillem Ramon de Montcada i d'Alagón-Espés-Castre               | 1635-1670 | Fill    |
| V       | Miquel Francesc de Montcada i de Silva                          | 1670-1674 | Fill    |
| VI      | Guillem Ramon de Montcada i de Portocarrero-Meneses             | 1674-1727 | Fill    |
| VII     | Maria Teresa de Montcada i Benavides                            | 1727-1756 | Filla   |
| VIII    | Pedro de Alcántara Fernández de Córdoba y Moncada               | 1756-1789 | Fill    |
| IX      | Luis María Fernández de Córdoba y Gonzaga                       | 1789-1806 | Fill    |
| X       | Luis Joaquín Fernández de Córdoba y Benavides                   | 1806-1840 | Fill    |
| XI      | Luis Tomás Fernández de Córdoba y Ponce de León                 | 1840-1873 | Fill    |
| XII     | Luis María Fernández de Córdoba y Pérez de Barradas             | 1873-1879 | Fill    |
| XIII    | Luis Jesús Fernández de Córdoba y Salabert                      | 1881-1956 | Fill    |
| XIV     | Victoria Eugenia Fernández de Córdoba y Fernández de Henestrosa | 1959-2013 | Filla   |
| XV      | Victoria Elisabeth von Hohenlohe-Langenburg                     | 2018      | Besneta |